# Покровское (Чагодощенский район)
Покровское — село в Чагодощенском районе Вологодской области. Входит в состав Белокрестского сельского поселения (до 2015 года входило в состав Покровского сельского поселения и являлось его административным центром).
Расположено на автодороге А114, на берегах реки Чёрная (приток Кобожи). Расстояние по автодороге до районного центра Чагоды — 50 км. Ближайшие населённые пункты — Гора, Ременево, Фишово.

## Население
По переписи 2002 года население — 415 человек (195 мужчин, 220 женщин). Преобладающая национальность — русские (99 %).
| 2010 |
| ---- |
| 376  |